# Warangal
Warangal (telugu వరంగల్, hindi: वरंगल) és una ciutat i corporació municipal a Andhra Pradesh, capital del districte de Warangal. és la quarta ciutat de l'estat amb una població força per damunt del mig milió d'habitants (consta al cens del 2001 amb una població de 528.570 habitants) quan el 1901 només tenia 4.741 habitants. Junt amb Hanamakonda i Kazipet són anomenades Triciutats. Està situada a 18° 00′ N, 79° 35′ E / 18.0°N,79.58°E. Al sud-est de la ciutat té un petit aeròdrom anomenat Mammoor. Anumakonda va ser l'antiga capital de la ciutat.

## Història
La ciutat fou fundada al segle xii per Prodaraja de la dinastia kakatya encara que alguns la identifiquen amb Worakalli, la capital dels Adeva Rajas de Teluva Andhra o Telingana al segle VIII i podria ser la Korunkula de Claudi Ptolemeu (segle II). Un nom alternatiu, Akshalingar, seria la Veksilanagar o Veksilapatan esmentada per Raghunath Bhaskar al seu Aravachan Kosh. Ganpati, el net de Prodaraja, va començar la muralla de pedra que fou completada per la seva vídua o filla Rudrama Devi, i es va completar amb una muralla exterior al segle xiii. L'hivern del 1302-1303 Ala al-Din Khalji hi va enviar una expedició a través de Bengala i Orissa, sense resultat però el 1309-1310 el seu general Malik Kafur va avançar per Devagiri (Daulatabad) contra el rei kakatiya de Telingana, Prataparudra, que tenia Warangal com a capital, al que va derrotar i va forçar a la pau i al pagament de tribut; el pagament d'aquest depenia del poder dels exèrcits que l'anaven a reclamar; així el 1318 un exèrcit va haver d'imposar el pagament; però a la caiguda dels khaljis i pujada dels tughlúquides després del 1320, els kakatiya van deixar de pagar obertament; el 1323 el fill de Ghiyath-ad-Din Tughluq, Ulugh Khan (després sultà Muhammad Shah II Tughluk) va haver de restablir el poder de Delhi a Warangal i potser va portar al raja presoner a la capital del sultanat, si bé en tot cas el 1326 tornava a regnar segons acredita una inscripció. Ulugh Khan va rebatejar Warangal amb el nom de Sultanpur. El 1325 Ulugh Khan va esdevenir sultà i va intentar integrar Telingana al seu domini en lloc de mantenir l'estat tributari, però no ho va aconseguir almenys de manera duradora i el 1335 el seu general Malik Makbul va haver de retornar Warangal als sobirans hindus (en aquell moment Kapaya Nayaka). No gaire després l'autoritat al Dècan va passar als bahmànides i el 1350 Ala al-Din Hasan Bahman Shah va fer una expedició contra Warangal i va imposar altre cop tribut a Kapaya Nayaka. El 1425 el bahmànida Shihab al-Din Ahmad I va aconseguir derrotar a la coalició de rages hindús de Telingana i Vijayanagar, va marxar contra Warangal i va derrotar i matar a Devaraja II, integrant la ciutat i gran part de Telingana al seu domini. Khan-i Azam fou nomenat governador. Encara es van mantenir diversos sobirans hindús a la regió que més tard van causar problemes als darrers bahmànides i a les dinasties successores, però ja Warangal va perdre importància política.
Va formar part de l'Imperi Mogol i des de 1724 del principat d'Hyderabad sota el seu nizam. Va arribar a abraçar Hanamkonda, Mathwada (amb cinc pobles: Mathwada, Ramannapet, Girmajipet, Balanagar, i Govindapur), Karimabad i Warangal però al segle xix ja tenia poca importància. El seu creixement va començar a la segona meitat del segle xx, conjuntament amb les ciutats veïnes, quan altre cop van quedar de fet unides en una única població primer elevada a municipalitat i després a corporació municipal. El 1971 tenia 207.000 habitants.